# 8140 Hardersen
A 8140 Hardersen (ideiglenes jelöléssel (8140) 1981 EO15) a Naprendszer kisbolygóövében található aszteroida. Schelte J. Bus fedezte fel 1981. március 1-jén.